# Litiumaluminiumhydrid
Litiumaluminiumhydrid (LiAlH4), ofta förkortat LAH, är ett vitt kristallint pulver. LAH är ett mycket starkt reduktionsmedel med stor användning inom organisk kemi. LAH kan reducera en mängd funktionella grupper.

## Framställning av LAH
LAH framställs kommersiellt ur litiumhydrid (som fås genom att leda vätgas över litiummetall) och aluminiumklorid:
{\displaystyle {\rm {4\ LiH+AlCl_{3}\rightarrow LiAlH_{4}+3\ LiCl}}}

## Användning av LAH
LAH är utgångsmaterial för framställning av flera andra aluminiumhydrider. LAH-reduktioner utförs i eterlösningsmedel, som dietyleter och tetrahydrofuran (THF). Eftersom LAH är mycket vattenkänsligt (det reagerar med vatten under vätgasutveckling) är det ytterst viktigt att etern är väl torkad innan reaktionen.
- Aldehyder reduceras med lätthet till primära alkoholer.
- Ketoner reduceras med lätthet till sekundära alkoholer.
- Syraklorider reduceras med lätthet till primära alkoholer.
- Azider reduceras med lätthet till aminer.
- Iminer reduceras med lätthet till aminer.
- Oximer reduceras med lätthet till aminer.
- Epoxider reduceras till sekundära eller tertiära alkoholer (hydridjonen attackerar det minst steriskt hindrade kolet).
- Estrar reduceras till primära alkoholer.
- Isocyanater och isotiocyanater reduceras till metylaminer.
- Sulfonsyror och sulfonylklorider reduceras till tioler.
- Sulfoxider (och vissa sulfoner) reduceras till sulfider.
- Karboxylsyror och karboxylsyrasalter reduceras till primära alkoholer.
- Nitriler reduceras till primära aminer.
- Amider reduceras till aminer. Beroende på om amiden är primär, sekundär eller tertiär fås motsvarande primära, sekundära eller tertiära amin.
- Halider reduceras med viss svårighet till motsvarande alkan.
- Alhoholer förestrade med sulfonsyror (företrädesvis tosylater) reduceras med viss svårighet till motsvarande alkan.
- Alifatiska nitroföreningar reduceras med viss svårighet till aminer.
- Aromatiska nitroföreningar reduceras med viss svårighet till azoföreningar.

Som framgår av uppräkningen reduceras en mängd funktionella grupper. Genom noggrann kontroll av mängden tillsatt reagens kan dock oftast en god selektivitet uppnås. Alkener, alkyner, cyklopropaner och aromatiska kolväten reduceras vanligen ej av LAH.
Efter genomförd LAH-reduktion måste reaktionen släckas (eng. quench) på ett säkert sätt, vanligen genom en kontrollerad vattentillsats.